# Třída Kit
Třída Kit (jinak též třída Bezstrašnyj) byla třída torpédoborců ruského carského námořnictva. Celkem byly postaveny čtyři jednotky této třídy. Zařazeny byly do Tichooceánského loďstva. Nasazeny byly za Rusko-japonské války a první světové války.

## Stavba
Celkem byly v letech 1898–1900 postaveny čtyři jednotky této třídy. Jejich stavbu provedla německá loděnice Schichau-Werke v Danzigu.
Jednotky třídy Kit:
| Jméno   | Založený kýlu | Spuštěna | Vstup do služby | Status |
| ------- | ------------- | -------- | --------------- | --- |
| Kit     | 1898          | 1900     | 1900            | Od roku 1902 Bditelnyj. Dne 2. ledna 1905 byl v Port Arthuru potopen vlastní posádkou, aby nebyl ukořistěn Japonci.                                                                              |
| Skat    | 1898          | 1899     | 1900            | Od roku 1902 Bezpoščadnyj. V srpnu 1905 se účastnil bitvy ve Žlutém moři, načež byl internován Čínou v Ťiao-čou. Po válce vrácen Rusku. Roku 1916 odzbrojen, vyřazen 1922.                       |
| Delfin  | 1898          | 1899     | 1900            | Od roku 1902 Bezstrašnyj. V srpnu 1905 se účastnil bitvy ve Žlutém moři, načež byl internován Čínou v Ťiao-čou. Po válce vrácen Rusku. V říjnu 1917 převeden k Severomořské flotě, vyřazen 1922. |
| Kasatka | 1898          | 1900     | 1900            | Od roku 1902 Bezšumnyj. V srpnu 1905 se účastnil bitvy ve Žlutém moři, načež byl internován Čínou v Ťiao-čou. Po válce vrácen Rusku. V říjnu 1917 převeden k Severomořské flotě, vyřazen 1922.   |

## Konstrukce

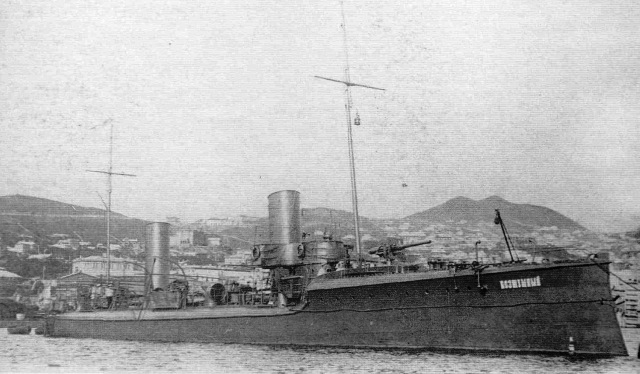
Bezšumnyj

Torpédoborce nesly jeden 75mm kanón, pět 47mm kanónů a tři 381mm torpédomety se zásobou šesti torpéd. Pohonný systém tvořily čtyři kotle a dva parní stroje o výkonu 6000 hp, pohánějící dva lodní šrouby. Nejvyšší rychlost dosahovala 27 uzlů. Dosah byl 1500 námořních mil při rychlosti 10 uzlů.

### Modifikace
Roku 1912 byly všechny 47mm kanóny nahrazeny druhým 75mm kanónem.